# Campionato europeo maschile under 19 di calcio 2018
Il campionato europeo di calcio Under-19 2018 è stata la 66ª edizione del torneo organizzato dalla UEFA. Al torneo hanno potuto partecipare solo i giocatori nati dopo il 1º gennaio 1999.
Svoltosi in Finlandia dal 16 al 29 luglio 2018, si è concluso con la vittoria del Portogallo, che ha battuto nella finale disputata al OmaSP Stadion di Seinäjoki l'Italia per 4-3. Il Portogallo si è laureato così campione d'Europa Under-19 per la quarta volta.
Le semifinaliste e la vincente dello spareggio tra le terze classificate ai gironi hanno avuto accesso al campionato mondiale di calcio Under-20 2019, in programma in Polonia.

## Città e stadi
| Seinäjoki       | Seinäjoki Vaasa | Vaasa              |
| --------------- | --------------- | ------------------ |
| OmaSP Stadion   | Seinäjoki Vaasa | Hietalahti Stadion |
| Capacità: 6.000 | Seinäjoki Vaasa | Capacità: 6.000    |
|                 | Seinäjoki Vaasa |                    |

## Squadre qualificate
| Squadra     | Metodo di qualificazione                                       | Partecipazioni | Ultima partecipazione | Miglior risultato                |
| ----------- | -------------------------------------------------------------- | -------------- | --------------------- | -------------------------------- |
| Finlandia   | Nazione ospitante                                              | 1              | -                     | Debutto                          |
| Norvegia    | 1ª classificata nel Gruppo 1 del turno Elite di qualificazione | 4              | 2005                  | Fase a gironi (2002, 2003, 2005) |
| Inghilterra | 1ª classificata nel Gruppo 2 del turno Elite di qualificazione | 10             | 2017                  | Vincitore (2017)                 |
| Italia      | 1ª classificata nel Gruppo 3 del turno Elite di qualificazione | 6              | 2016                  | Vincitore (2003)                 |
| Ucraina     | 1ª classificata nel Gruppo 4 del turno Elite di qualificazione | 5              | 2015                  | Vincitore (2009)                 |
| Portogallo  | 1ª classificata nel Gruppo 5 del turno Elite di qualificazione | 9              | 2017                  | Secondo posto (2003, 2014, 2017) |
| Francia     | 1ª classificata nel Gruppo 6 del turno Elite di qualificazione | 10             | 2016                  | Vincitore (2005, 2010, 2016)     |
| Turchia     | 1ª classificata nel Gruppo 7 del turno Elite di qualificazione | 6              | 2013                  | Secondo posto (2004)             |

## Regolamento
Le prime due squadre di ogni girone si qualificano alle semifinali del torneo e al campionato mondiale Under-20 2019, le terze classificate invece accedono ad uno spareggio di qualificazione alla già citata rassegna mondiale.
Se due o più squadre dello stesso girone sono a pari punti al termine della fase a gironi, per determinare la classifica si applicano i seguenti criteri nell'ordine indicato:
- maggior numero di punti nelle partite disputate fra le squadre in questione (scontri diretti);
- miglior differenza reti nelle partite disputate fra le squadre in questione;
- maggior numero di gol segnati nelle partite disputate fra le squadre in questione.

Se alcune squadre sono ancora a pari merito dopo aver applicato questi criteri, essi vengono riapplicati esclusivamente alle partite fra le squadre in questione per determinare la classifica finale.
Se la suddetta procedura non porta a un esito, si applicano i seguenti criteri:
- miglior differenza reti in tutte le partite del girone;
- maggior numero di gol segnati in tutte le partite del girone;
- migliore condotta fair play al torneo, calcolata partendo da 10 punti per squadra, che vengono decurtati in questo modo:
  1. ogni ammonizione: un punto;
  2. ogni doppia ammonizione o espulsione: tre punti;
  3. ogni espulsione diretta dopo un'ammonizione: quattro punti;
- sorteggio.

Se due squadre che hanno lo stesso numero di punti e lo stesso numero di gol segnati e subiti si sfidano nell'ultima partita del girone e sono ancora a pari punti al termine della giornata, la classifica finale viene determinata tramite i tiri di rigore, purché nessun'altra squadra del girone abbia gli stessi punti al termine della fase a gironi.

## Fase a gironi
| Legenda                                                                       |
| ----------------------------------------------------------------------------- |
| Qualificate alla semifinale e al campionato mondiale Under-20 2019            |
| Ammesse allo spareggio di qualificazione al campionato mondiale Under-20 2019 |

### Girone A

#### Classifica
| Pos. | Squadra    | Pt | G | V | N | P | GF | GS | DR |
| ---- | ---------- | -- | - | - | - | - | -- | -- | -- |
| 1.   | Italia     | 7  | 3 | 2 | 1 | 0 | 5  | 3  | +2 |
| 2.   | Portogallo | 6  | 3 | 2 | 0 | 1 | 8  | 4  | +4 |
| 3.   | Norvegia   | 4  | 3 | 1 | 1 | 1 | 5  | 6  | -1 |
| 4.   | Finlandia  | 0  | 3 | 0 | 0 | 3 | 2  | 7  | -5 |

#### Risultati
| Arbitro: | Schüttengruber |

|              |           |                             |
| Markovic 82’ | Marcatori | 24’, 90+3’ Trincão 41’ Luís |

| Arbitro: | Munuera |

|  |           |             |
|  | Marcatori | 43’ Zaniolo |

| Arbitro: | Lardot |

|                                  |           |                                       |
| Vertainen 29’ (rig.) Ylatupa 53’ | Marcatori | 11’ Hauge 90’ Botheim 90+2’ Børkeeiet |

| Arbitro: | Frankowski |

|                    |           |                                      |
| Luís 69’ Quina 89’ | Marcatori | 52’ Capone 78’ Scamacca 84’ Frattesi |

| Arbitro: | Schärer |

|                                     |           |  |
| João Filipe 20’ Gomes 33’ Djú 90+4’ | Marcatori |  |

| Arbitro: | Dallas |

|          |           |                   |
| Kean 83’ | Marcatori | 62’ (rig.) Håland |

### Girone B

#### Classifica
| Pos. | Squadra     | Pt | G | V | N | P | GF | GS | DR |
| ---- | ----------- | -- | - | - | - | - | -- | -- | -- |
| 1.   | Ucraina     | 7  | 3 | 2 | 1 | 0 | 4  | 2  | +2 |
| 2.   | Francia     | 6  | 3 | 2 | 0 | 1 | 11 | 2  | +9 |
| 3.   | Inghilterra | 4  | 3 | 1 | 1 | 1 | 4  | 8  | -4 |
| 4.   | Turchia     | 0  | 3 | 0 | 0 | 3 | 2  | 9  | -7 |

#### Risultati
| Arbitro: | Schärer |

|                     |           |                                          |
| Yalçın 2’ Güçlü 57’ | Marcatori | 22’ Tanganga 45+2’ Brereton 54’ Embleton |

| Arbitro: | Dallas |

|             |           |                           |
| Guitane 23’ | Marcatori | 13’ Citaišvili 86’ Buleca |

| Arbitro: | Schüttengruber |

|              |           |              |
| Suprjaha 40’ | Marcatori | 8’ Tavernier |

| Arbitro: | Munuera |

|  |           |                                                            |
|  | Marcatori | 2’ Guitane 22’, 33’ Gouiri 58’ Diaby 90+2’ (rig.) Cuisance |

| Arbitro: | Lardot |

|           |           |  |
| Buleca 8’ | Marcatori |  |

| Arbitro: | Frankowski |

|  |           |                                             |
|  | Marcatori | 28’, 56’ Alioui 41’ Maolida 63’, 69’ Gouiri |

## Fase a eliminazione diretta
|  | Semifinali | Semifinali | Semifinali       |                  |        | Finale | Finale | Finale |  |
|  |            |            |                  |                  |        |        |        |        |  |
|  | 1A         | Italia     | 2                |                  |        |        |        |        |  |
|  | 1A         | Italia     | 2                |                  |        |        |        |        |  |
|  | 2B         | Francia    | 0                |                  |        |        |        |        |  |
|  | 2B         | Francia    | 0                |                  | Italia | Italia | 3      |        |  |
|  |            |            |                  |                  | Italia | Italia | 3      |        |  |
|  |            |            | Portogallo (dts) | Portogallo (dts) | 4      |        |        |        |  |
|  | 1B         | Ucraina    | Portogallo (dts) | Portogallo (dts) | 4      | 0      |        |        |  |
|  | 1B         | Ucraina    |                  |                  |        |        |        |        |  |
|  | 2A         | Portogallo | 5                |                  |        |        |        |        |  |

### Semifinali
| Arbitro: | Schüttengruber |

|  |           |                                                  |
|  | Marcatori | 2’ Martelo 19’, 21’ João Filipe 28’, 30’ Trincão |

| Arbitro: | Lardot |

|                     |           |  |
| Capone 27’ Kean 30’ | Marcatori |  |

### Finale
| Arbitro: | Munuera |

|                             |           |                                                  |
| Kean 75’, 76’ Scamacca 107’ | Marcatori | 45+1’, 104’ João Filipe 72’ Trincão 109’ Martelo |

## Qualificate al mondiale Under-20 2019

### Spareggio per l'accesso al Mondiale Under-20 2019
| Arbitro: | Frankowski |

|                                    |           |  |
| Botheim 75’ Markovic 86’ Hauge 89’ | Marcatori |  |

### Qualificate al mondiale Under-20
- Italia
- Portogallo
- Ucraina
- Francia
- Norvegia